# Field recording
A field recording nem egy zenei stílus – bár a Discogs.com annak jegyzi – hanem egy rögzítési technika, ami egyenlő azzal, hogy a hangstúdión kívüli szabad téren, a környezeti zajok illetve természetes hangok felvételét jelenti.

## Technika
Az 1960-as évektől kezdve vált lehetővé a technika gyors terjedésével a külső hangforrás felvétele. Ilyen hordozható felvevő egységeket gyártott pl. az Uher vagy a Nagra. Később, az 1980-as évektől kezdve megjelent a DAT. Ez már alacsony zajszinttel dolgozott szalagos egységre. Napjainkban hard disk recorderek vannak. Szoktak még kontakt mikrofonokkal is felvételezni.

## Zene
A field recording vagyis a felvett hangok használata az Avantgárd, experimentális, ambient és konkrét zenében elterjedt. A legismertebb és legelső zeneszerző a francia  Pierre Schaeffer volt az 1940-es évek elején. Ő fejlesztette a nyers hangok felhasználását a zenében és így hozva létre ezáltal a konkrét zenét.